# Cinebox
Il Cinebox è un sistema che consentiva di vedere su uno schermo le immagini delle canzoni suonate, ideato nel 1959 e prodotto tra gli anni cinquanta e sessanta da S.I.F. (Società Internazionale Fonovisione) di Cologno Monzese.

## Caratteristiche
Il Cinebox è costituito da una sorta di armadio, contenente il sistema di scambio pellicole e di proiezione, sormontato da uno schermo. Il sistema di scambio pellicole poteva contenere fino a 40 nastri, che venivano selezionati tramite una pulsantiera, come in un jukebox.

## Storia
Il Cinebox venne preceduto dallo statunitense Panoram, sistema similare costituito da un jukebox video in cui era possibile fruire di filmati, chiamati Soundies, registrati con i musicisti che suonavano dal video.
I fratelli Angelo e Benvenuto Bottani costruirono i primi 500 Cinebox nel 1959, girando in breve tempo i primi 40 filmati da caricare nella macchina, con la prospettiva di presentare il prodotto alla Fiera di Milano dello stesso anno. Il Cinebox venne realizzato dalla S.I.F. (Società Internazionale Fonovisione) dei fratelli Bottani in collaborazione con alcune case discografiche e cinematografiche italiane, comprese RCA Italiana, Titanus, Curci, Ricordi, Messaggerie Musicali, Leonardi, Stereo e Connelly.
I filmati erano realizzati negli studi di Cinelandia per la regia di Vito Molinari e in esterni per la regia di Enzo Trapani e Tullio Piacentini.
L'iniziale diffusione del Cinebox comprendeva le sale interne dei bar e il target era il pubblico giovane. Inizialmente molti artisti credettero nel progetto Cinebox, di idea tutta italiana, e durante i primi anni sessanta furono molte le pellicole prodotte, sia di generi per i più giovani che per gli adulti.
I fattori a sfavore della diffusione di questo apparecchio furono principalmente due: il rivale francese (lo Scopitone), il costo dell'apparecchio e della manutenzione.
Lo Scopitone era un apparecchio molto simile, per aspetto e funzionamento, al Cinebox, ma fu prodotto in Francia a partire dall'anno seguente alla presentazione dello stesso Cinebox in quel paese. Lo Scopitone poteva contenere 36 pellicole, ma aveva dalla sua parte la più libera censura francese. I videoclip italiani erano infatti sottoposti a durissima censura, che limitava il campo d'azione del regista e, direttamente, l'appetibilità del prodotto.
L'altro fattore sfavorevole fu il costo, sia di acquisto che di mantenimento: un apparecchio costava l'equivalente di circa 10.000 euro e costava al giorno 500 lire per la tassa SIAE. Non da meno erano i problemi meccanici: per spesare l'apparecchio le pellicole dovevano essere proiettate continuativamente, e ciò portava al loro rapido deterioramento e quindi a blocchi della macchina. Si stima che per spesare il possesso di una pellicola, questa dovesse essere proiettata almeno 160 volte, e per spesare la tassa SIAE almeno 10 volte al giorno.

## Il Cinedisco
Fino al 1963 si pensava che suono e immagine per essere sincronizzati dovessero necessariamente essere incisi su un sistema lineare come quello delle pellicole a trascinamento. Ma in quell'anno Primiano Muratori e Mario Faraoni mettono a punto il brevetto del Cinedisco, sistema studiato per risolvere il problema dell'usura della pellicola nei Cinebox che la metteva fuori uso in breve tempo per i suoi continui passaggi giornalieri.
Il Cinedisco risolveva questo inconveniente perché utilizzava un disco ottico da 30 centimetri di diametro su cui venivano stampati i fotogrammi a spirale, mentre il sonoro veniva inciso su una traccia a microsolco inserita tra una spira e l'altra. La particolarità del Cinedisco, e da qui l'idea, consisteva nel fatto che il disco era messo in movimento da un sistema elettromeccanico che consentiva il mantenimento della sincronizzazione usando un meccanismo a pantografo, che manteneva lo stesso numero di fotogrammi letti nella stessa unità di tempo.
Per questa sua peculiarità si può considerare come una sorta di antesignano del sistema DVD, che include suono e immagine su un disco, risolvendo il problema della velocità radiale, controllata da un microprocessore che diminuisce il numero dei giri o li aumenta, a seconda del punto in cui si trova la testina laser di lettura.